# Luftfyr
Luftfyr er fyrtårne som er blevet brugt til hjælp med navigation af flyvemaskiner. Luftfyr anvendes stort set ikke længere, da fly i dag navigerer på instrumenter, ikke ved visuelle kendetegn på jorden.

## Historie
Kraftige luftfyr var opstillet ved lufthavne, og mindre kraftige fyr opstillet langs vigtige flyruter med 5-25 km's mellemrum. I begyndelsen af 1930'erne var der international opstillet ca. 1.400 luftfyr på 15.000 km flyrute, og ca. 250 lufthavne havde luftfyr.
I Danmark og Tyskland blev der i 1931 opstillet luftfyr til brug for natflyvning på ruten København-Hannover. På den danske del af ruten blev fyrene opsat i Karlstrup, Bunderød, Sjolte, Vigsnæs og Rødbyhavn. De fleste danske luftfyr blev nedlagt i 1949.
Et luftfyr i Ullerup på Amager ved Københavns Lufthavn blev først slukket i 1974.
I USA har der historisk været over 1.500 luftfyr. Fra 1972 var de kun i brug i staten Montana, og i 2017 blev det besluttet at nedlægge 16 ud af 17 tilbageværende luftfyr i de vestlige bjegområder i Montana.